# باول فيريس (كاتب)
باول فيريس (بالإنجليزية: Paul Ferris)‏ هو كاتب بريطاني، ولد في 10 نوفمبر 1963 في Blackhill, Glasgow ‏ في المملكة المتحدة.